# Cro-Magnon 1
Cro-Magnon 1 es un cráneo fósil humano de la especie Homo sapiens. Se trata del primer ejemplar descubierto del hombre de Cromañón; fue descubierto, junto con otros  ejemplares, en  el abrigo de Cro-Magnon, Les Eyzies (Francia) por Louis Lartet en 1868.
Está fechada a 27 680 ± 270 antes del presente (BP). La cavidad craneal es de 1600 centímetros cúbicos (cm³). La capacidad de la cavidad craneal de un humano moderno adulto es 1200-1700 cm³.